# マニウス・マニリウス
マニウス・マニリウス（ラテン語: Manius Manilius、生没年不明）は紀元前2世紀中頃の共和政ローマの政治家・軍人。紀元前149年にコンスル（執政官）を務めた。なお、キケロはマニリウスのプラエノーメン（第一名）をマニウスではなくマルクスとしている。

## 出自
プレブス（平民）であるマニリウス氏族の出身で、彼以前に執政官に就任したものもいないノウス・ホモである。家系を辿れる資料はカピトリヌスのファスティのみであり、それによるとマニリウスの父も祖父もプラエノーメンはプブリウスである。長男は父のプラエノーメンを受け継ぐというローマの風習から、マニリウスにはプブリウスという兄がいたと思われ、第三次イリュリア戦争戦争後の紀元前167年にルキウス・アニキウス・ガッルスを支援してイリュリアの再建を担当した人物が該当すると推定される。

## 経歴
青年期（紀元前169年頃まで）のマニリウスは、優れた法律家として名声を得ていた。紀元前155年か紀元前154年にはプラエトル（法務官）に就任し、ヒスパニア・キテリオルまたはヒスパニア・ウルテリオルの属州総督として赴任した。アッピアノスはもう一人の属州総督をルキウス・カルプルニウス・ピソ・カエソニヌスとしているが、どちらの属州であったかは示していない。現代の研究者は、マニリウスはヒスパニア・キテリオル属州総督であったと考えている。この年に、ルシタニア人がヒスパニアに侵攻し、二人の属州総督の連合軍を撃破したことが知られている。ローマ側の戦死者は6000人以上でクァエストル（財務官）も一人戦死しているが、それ以上の詳細は不明である。マニリウスは直ちにローマに戻り、元老院に報告した。元老院はこれを重視して紀元前153年ヒスパニアに執政官クィントゥス・フルウィウス・ノビリオルを派遣するが、これは紀元前195年以来32年ぶりのことであった。
この失敗にもかかわらず、マニリウスは紀元前149年に執政官に就任する。同僚はやはりプレブスのルキウス・マルキウス・ケンソリヌスであった。このとき、カルタゴとの関係が急速に悪化しており、両執政官は元老院からアフリカに渡るように命令された（この際、カルタゴを破壊するまで戦闘行為を停止しないよう秘密命令を受けていた）。陸軍の指揮はマニリウス、ローマ海軍の指揮はケンソリヌスが執ることとなった。ウティカに上陸した両執政官はカルタゴの良家子息300人をローマに人質に差し出し、全ての武器を引渡せと要求した。引渡しを終わると、ローマはさらに要求を加え、現在の都を廃し、10マイル以上の内陸に遷都するよう要求した。港湾の建設不可能な内陸部に新たに一から首都を建設するなど、交易国家カルタゴの消滅に等しく、承諾の不可能な条件であった。このためカルタゴはローマの要求を拒否し、国土防衛の準備を始めた。
両執政官はカルタゴのこの動きを察知しておらず、敵の抵抗は重大なものではないと考えていた。しばらくの後、彼らはカルタゴに向けて軍隊を移動させたが、撃退されてしまい包囲戦が開始された。その後の出来事は、軍事的な面での両執政官の完全な無能さを示した。戦闘が発生するとカルタゴ軍は常に主導権を握り、戦死者だけでなく伝染病でも大きな損失を被った。ローマ軍が壊滅しなかったのは、一人の有能な士官プブリウス･コルネリウス・スキピオ・アエミリアヌスのおかげであった。結局、紀元前148年の夏、ケンソリヌスはアフリカからローマに戻ったが、マニリウスはプロコンスル（前執政官）としてインペリウム（軍事指揮権）を維持したままアフリカに留まり、再度カルタゴを攻撃するが失敗した。
但し、ポリュビオスは自身の庇護者であるスキピオ・アエミリアヌスの成功を強調するために、マニリウスとケンソリヌスを過度に無能に記述したと考えられる。スキピオとマニリウスとの関係は友好的で、スキピオ自身が両執政官と対立していなかったことを論証するものと考えられる。
紀元前133年、護民官ティベリウス・センプロニウス・グラックス（グラックス兄）が過激なセンプロニウス農地法を実施しようとしたとき、マニリウスはそれに反対した執政官経験者の一人であった。但し、該当部分はマンリウスとも読め、その場合はティトゥス・マンリウス・トルクァトゥスということになる。

## 知的活動
キケロはマニリウスを「スキピオ・サークル」の著名なメンバーとして、またプブリウス・ムキウス・スカエウォラとマルクス・ユニウス・ブルトゥスと並ぶ当時最も著名な法律家として描いている。マニリウスは売買に関する法律をまとめ、当時のベストセラーとなった。加えて、マニリウスは人の相談に乗ることも熱心であった。キケロは「彼はフォーラムの周りを行ったり来たりしていたが、市民なら誰でも彼に助言を求めることができるようにしていたことは明らかであった」と述べている。

## 参考資料

### 古代の資料
- アッピアノス『ローマ史』
- カピトリヌスのファスティ
- プルタルコス『対比列伝』
- マルクス・トゥッリウス・キケロ『国家論』
- マルクス・トゥッリウス・キケロ『弁論家について』

### 研究書
- Rodionov E. Punic wars. - SPb. : St. Petersburg State University, 2005 .-- 626 p. - ISBN 5-288-03650-0 .
- Simon G. The Wars of Rome in Spain. - M .: Humanitarian Academy, 2008. - 288 p. - ISBN 978-5-93762-023-1 .
- Broughton R. Magistrates of the Roman Republic. - N. Y. , 1951. - Vol. I. - P. 600.  (English)
- Münzer F. Manilius // Paulys Realencyclopädie der classischen Altertumswissenschaft . - 1928. - Bd. XIV, 1. - S. 1114.
- Münzer F. Manilius 12 // Paulys Realencyclopädie der classischen Altertumswissenschaft . - 1928. - Bd. XIV, 1. - S. 1135-1139.
- Münzer F. Manilius 13 // Paulys Realencyclopädie der classischen Altertumswissenschaft . - 1928. - Bd. XIV, 1. - S. 1139.